# Йоав Ґалант
Йоав Ґалант (івр. יוֹאָב גָּלַנְטְ‎, нар. 8 листопада 1958) — ізраїльський політик. Колишній командувач Південного командування Армії оборони Ізраїлю. У січні 2015 року пішов у політику, приєднавшись до нової партії «Кулану». Після обрання до Кнесету був призначений міністром будівництва. Наприкінці 2018 року приєднався до партії «Лікуд». Ґалант обіймав посади міністра алії та інтеграції, міністра освіти, міністра будівництва та міністра оборони Ізраїлю (12.2022—11.2024).

## Життєпис
Йоав Ґалант народився в Яффі в родині польських єврейських іммігрантів. Мати Ґаланта Фрума, уродженка Польщі, була однією з пасажирів корабля «Ексодус», на борту якого в 1947 році єврейські біженці, що пережили Голокост. відбули до Палестини.
З кінця 2022 року по листопад 2024 року обіймав посаду міністра оборони Ізраїлю. 26 березня 2023 року прем'єр-міністр Ізраїлю Беньямін Нетаньягу оголосив про рішення звільнити Ґаланта з цієї посади через його критику судової реформи.
5 листопада 2024 року прем'єр-міністр Ізраїлю Беньямін Нетаньягу звільнив Йоава Галанта з посади міністра оборони, його замінив міністр МЗС Ізраель Кац.

## Воєнні злочини
20 травня 2024 року прокурор Міжнародного Кримінального суду потребував видати ордери на арешт Йоав Ґаланта і Беньяміна Нетаньягу за злочини проти людства на території Палестини (сектора Гази), вчинені після 7 жовтня 2023 року.
21 листопада 2024 року, І Палата попереднього провадження Міжнародного кримінального суду (ICC Pre-Trial Chamber I) в своєму складі, у справі про ситуацію в Державі Палестина одноголосно ухвалила два рішення, якими відхилила оскарження Держави Ізраїль, порушеного відповідно до статей 18 і 19 Римського статуту. Суд видав ордер на арешт прем'єр-міністра Ізраїлю Біньяміна Нетаньягу та ексглави Міноборони Йоава Галанта.